# Lepidonotus arenosus
Lepidonotus arenosus är en ringmaskart som beskrevs av Ehlers 1901. Lepidonotus arenosus ingår i släktet Lepidonotus och familjen Polynoidae. Inga underarter finns listade i Catalogue of Life.